# 横溝三郎
横溝 三郎（よこみぞ さぶろう、1939年12月9日 - 2024年11月14日）は、日本の陸上競技選手。五輪選手。陸上競技日本代表。陸上競技テレビ解説者。陸上競技指導者。駅伝指導者。1964年東京オリンピック日本代表。東京国際大学駅伝部監督。

## 来歴
1939年生まれ、神奈川県横浜市緑区中山の出身。横浜市立中山中学校、横浜高等学校を経て、中央大学に入学し、卒業後はリッカーミシンに所属した。
中央大学の箱根駅伝6連覇時の中心選手として4年連続出場。1964年東京五輪では3000m障害の日本代表。選手引退後は、25年間の長きに渡り、NHKラジオ(1981年～1987年）日本テレビ（1988年～2006年）の箱根駅伝実況中継の解説者を務めた。指導者としては、1972年から1976年まで中央大学陸上競技部コーチ、1998年に松下通信（現パナソニック）女子陸上競技部監督に就任し、総監督や顧問等を歴任。
2011年4月、東京国際大学に駅伝部が創設されると総監督に就任。2015年10月の箱根駅伝予選会で9位に入り、翌2016年1月の第92回箱根駅伝本戦に初出場を果たした。2020年1月の第96回箱根駅伝では5位に入り、初のシード権を獲得した。大志田秀次前監督の退任に伴い、2023年より東京国際大学駅伝部の監督を務める。
2024年11月14日、肝臓癌のため死去。84歳没。

## 主な出演番組
- 箱根駅伝（日本放送協会）
- 箱根駅伝（1988年 - 2006年 日本テレビ放送網）[要出典]